# Joshua Clottey
Joshua Clottey (Acra, 6 de outubro de 1977) é um boxeador ganês.
Clottey é o último campeão da categoria Meio-Médio, título válido pela International Boxing Federation IBF (Federação Internacional de Boxe), vago desde 16 de Abril de 2009.